# Curti
Curti là một thị trấn thống kê (census town) của quận North Goa thuộc bang Goa, Ấn Độ.

## Nhân khẩu
Theo điều tra dân số năm 2001 của Ấn Độ, Curti có dân số 13.070 người. Phái nam chiếm 53% tổng số dân và phái nữ chiếm 47%. Curti có tỷ lệ 71% biết đọc biết viết, cao hơn tỷ lệ trung bình toàn quốc là 59,5%: tỷ lệ cho phái nam là 75%, và tỷ lệ cho phái nữ là 67%. Tại Curti, 13% dân số nhỏ hơn 6 tuổi.